# Gegeneophis danieli
Gegeneophis danieli ist eine Amphibien-Art aus der Ordnung der Schleichenlurche (Gymnophiona).

## Beschreibung
Gegeneophis danieli unterscheidet sich von allen anderen Gegeneophis-Arten durch die über 50 sekundären Annuli, welche weiß gesäumt und sowohl auf der vorderen als auch auf der hinteren Körperhälfte vorhanden sind.

## Vorkommen
Die Art kommt im südwestlichen Indien in den Westghats in Goa, dem südlichen Maharashtra und dem Grenzgebiet von Karnataka vor.

## Systematik
Gegeneophis danieli wurde 2003 von Giri, Wilkinson und Gower erstbeschrieben. Die Art wurde in Anerkennung seiner zahlreichen Beiträge zur Herpetologie Indiens nach dem ehemaligen Direktor der Bombay Natural History Society (BNHS) J. C. Daniel benannt.
Bei der 2004 durch Bhatta und Prashanth beschriebenen Art Gegeneophis nadkarnii handelt es sich um ein Synonym von Gegeneophis danieli.

## Weblink
- Gegeneophis danieli in der Roten Liste gefährdeter Arten der IUCN 2013.2. Eingestellt von: David Gower, Mark Wilkinson, 2004. Abgerufen am 17. März  2014.